# Massimo Luongo
Massimo Luongo (ur. 25 września 1992 w Sydney) – australijski piłkarz włoskiego pochodzenia, występujący na pozycji pomocnika w angielskim klubie Queens Park Rangers F.C. oraz w reprezentacji Australii.

## Kariera klubowa
Luongo jest wychowankiem klubu APIA Leichhardt Tigers FC, a w wieku 19 lat wyjechał do Anglii do klubu Tottenham Hotspur. W pierwszej drużynie popularnych Kogutów wystąpił zaledwie raz w meczu Pucharu Ligi Angielskiej, przegranym po rzutach karnych ze Stoke City. 23 lipca 2012 roku trafił na roczne wypożyczenie do Ipswich Town. Wypożyczenie zostało jednak skrócone po tym jak nowy trener Ipswich - Mick McCarthy stwierdził, że nie widzi miejsca dla zawodnika w swoim zespole. 28 marca 2013 roku został zawodnikiem Swindon Town na zasadzie wypożyczenia krótkoterminowego na 3 miesiące. Po zakończeniu sezonu Swindon zdecydowało się po raz kolejny wypożyczyć Australijczyka tym razem na cały sezon. Jeszcze przed zamknięciem okna transferowego, za kwotę 400 tysięcy funtów, Swindon pozyskało zawodnika z Tottenhamu na stałe. Po dwóch sezonach Luongo trafił do zespołu Queens Park Rangers, gdzie trenerem był Chris Ramsey, jego trener z czasów gry w juniorach Tottenhamu.

## Kariera reprezentacyjna
Luongo znalazł się w kadrze na Mistrzostwa Świata 2014, pomimo że nie miał wówczas żadnego występu w kadrze na koncie. Zadebiutował w niej dopiero 4 września 2014 roku w meczu towarzyskim przeciwko reprezentacji Belgii. Rok później znalazł się również w kadrze na Puchar Azji. Australia wygrała w rozgrywanym w swoim kraju turnieju, a Luongo został bohaterem zdobywając bramkę w meczu finałowym oraz został wybrany najlepszym zawodnikiem całego turnieju. Wywalczył z kadrą również awans do Mistrzostw Świata w Rosji, pojechał na turniej finałowy, ale nie zagrał tam żadnego meczu.